# حاجز كاسيني
حاجز كاسيني (بالإنجليزية: Cassini Division) هو منطقة واسعة بين حلقة زحل آ وحلقة زحل ب يبلغ عرضها 4800 كم (2980 ميل). وقد اكتشفت سنة 1675 من قبل جيوفاني كاسيني في مرصد باريس باستخدام تلسكوب العدسات والذي لديه عدسة شيئية بقطر 2.5 بوصة مع بعد بؤري 20 قدم طويلة و تكبير يبلغ 90X.
. تبدو من الأرض كفجوة سوداء ضمنها حلقات رقيقة. ومع ذلك اكتشف المسبار فوياجر أن الفجوة هي في حد ذاتها تتألف من نفس المواد الموجودة في حلقة زحل سي. ومن الممكن أن يظهر الحاجز مضئ في الجانب المظلم من الحلقة، حيث أن الكثافة المنخفضة نسبيا من المواد تسمح لمزيد من الضوء أن ينتقل من خلال سماكة الحلقات.
وتخضع الحافة الداخلية لحاجز كاسيني إلى رنين مداري قوي. يسبب الرنين سحب مواد الحلقة من قبل ميماس وجعلها تتراكم متسببة في اللا استقرار في المدار مما أدى إلى قطع حاد في كثافة الحلقة.

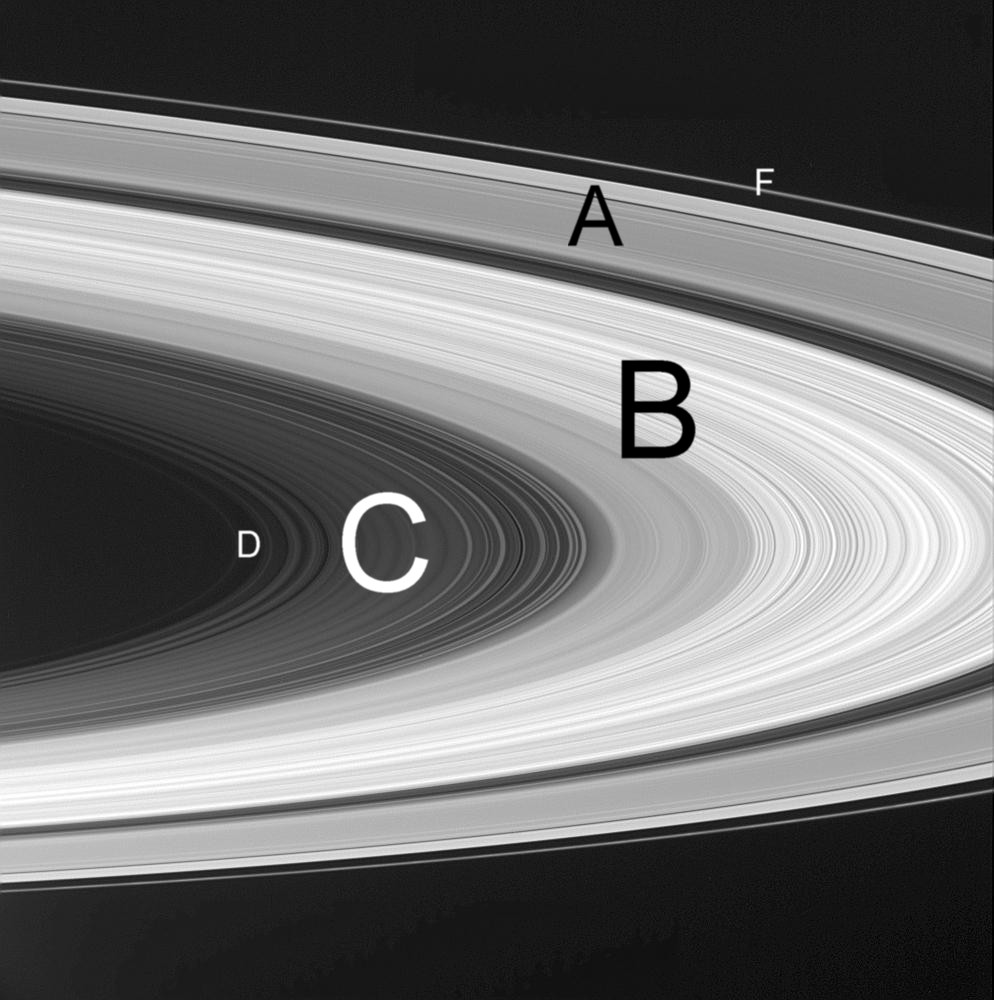